# Коварский, Анатолий Ефимович
Анатолий Ефимович Коварский (24 января 1904, Поповка, Черниговская губерния — 31 января 1974, Кишинёв) — советский селекционер, агроном, генетик, ботаник, доктор сельскохозяйственных наук (1940), профессор (1940), академик Академии наук Молдавской ССР (1967). Заслуженный деятель науки и техники Молдавии (1946).

## Биография
Родился в селе Поповка (ныне Конотопского района Сумской области Украины) в многодетной еврейской семье. Его отец Фроим Хацкелевич (Ефим Харитонович) Коварский (1866—1943) происходил из местечка Свенцианы Виленской губернии, мать Рахиль Эйзеровна (Раиса Исааковна) Гурвич (ум. 1945) была дочерью владельца щёточной фабрики в Ростове-на-Дону.
В 1924 году окончил Харьковский сельскохозяйственный институт. В 1924—1930 годах работал в заповеднике Аскания-Нова (с 1926 года — заведующий опытным полем, затем руководитель фитоселекционной станции). С 1931 года — доцент кафедры растениеводства Харьковского института механизации и электрификации сельского хозяйства. В 1933 году возглавил работу опорного пункта Института сои и новых культур в Харькове. На основе монографии учёного «Пшеницы горной части Крыма», опубликованной в «Трудах по прикладной ботанике, генетике и селекции Всесоюзного института растениеводства (ВИР)» (т. 22, вып. 2, 1929), ему было присвоено звание кандидата сельскохозяйственных наук без защиты диссертации.
С 1935 года — в Херсонском сельскохозяйственном институте (с 1938 года — заведующий кафедрой селекции и семеноводства, с 1940 года — профессор). Докторская диссертация (1940) посвящена интродукции арахиса в СССР. В годы Великой Отечественной войны — в Киргизии. С 1944 года и до конца жизни (1974) возглавлял кафедру селекции и семеноводства в Кишинёвском сельскохозяйственном институте. Организовал и возглавил учебное хозяйство (учхоз) сельскохозяйственного института в Костюженах под Кишинёвом. В 1957—1974 годах заведовал отделом генетики Академии наук Молдавской ССР. С 1968 года — президент Молдавского общества генетиков и селекционеров. Депутат Верховного Совета МССР (1963).
Основные труды А. Е. Коварского — в области селекции пшеницы (Аскания-Нова, 1926—1929), ячменя (1924—1930), арахиса (1933—1940), а также в области семеноводства, технологии возделывания сельскохозяйственных культур, их биологии, цветения и плодообразования. Занимался внедрением новых культур пшеницы, фасоли и кукурузы в условиях Молдавии и на юге Украины. Вывел новые мутантные сорта кукурузы.
К столетнему юбилею со дня рождения мемориальные таблички в честь академика А. Е. Коварского были вывешены в Кишинёве на доме по улице Щусева 101 (где жила семья Коварских), в Академии наук Молдавии и Государственном аграрном университете.

## Семья
- Жена — Дора Абрамовна Клейман (1903—1978), агроном-микробиолог[10].
  - Сыновья:
    - Виктор Анатольевич Коварский, физик, академик Академии наук Молдавии.
    - Валентин Анатольевич Коварский (1927—2005), молдавский физиолог, агроном, автор научных трудов, в том числе монографий «Оптическая технология увеличения питательности кормов» (с соавторами, Кишинёв, 2005) и «Процессы увеличения обменной энергии кормов и биологической ценности протеина при адаптивном питании животных» (2007).
    - Владимир Анатольевич Коварский, агроном.
- Старший брат — Михаил Ефимович Коварский (1899—1933), агроном, один из организаторов первых машинотракторных станций (МТС) в СССР, кавалер ордена Ленина; 12 марта 1933 года расстрелян по обвинению во вредительстве[11].
- Внучка — Нина Валентиновна Коварская, биолог и биохимик; её муж — Илья Давидович Тромбицкий (род. 1954), молдавский эколог, депутат парламента Республики Молдова.
- Другие родственники:
  - троюродный брат — Лев Николаевич (Натанович) Коварский, французский физик, директор комиссариата по ядерной энергии Франции[12][13];
  - троюродная сестра — Берта Михайловна Коварская (1912—2006), советский химик-органик, профессор,
    - её сын — Александр Львович Коварский (род. 1944), физикохимик, академик РАЕН;

  - двоюродные дяди — видные российские стоматологи: основатель Первой московской зубоврачебной школы (1892) Илья Матвеевич (Матисович) Коварский (1856—1955) и директор Московской зуботехнической школы (1919—1923) Михаил Осипович (Ошерович) Коварский (1875—1954); основатель направления реконструктивистского иудаизма Мордехай Менахем Каплан (1881—1983)[14][15][16].

### Монографии А. Е. Коварского
- Полевое хозяйство Аскания-Нова. Аксания-Нова, 1929.
- Пшеницы горной части Крыма. Труды по прикладной ботанике генетике и селекции, том 22, выпуск 2, 1929.
- Кунжут (масличное растение на Украине). Харьков, 1930.
- Арахис (Земляной орех). Держсільгоспвідави, 1931.
- Новые засухоустойчивые зернобобовые культуры в Молдавии. Кишинёв, 1948.
- Фасоль в Молдавии (Местные сорта, новые виды и агротехника возделывания). Кишинёв, 1948.
- Новые культуры для юга Молдавии. Кишинёв, 1949.
- Квадратно-гнездовой посев сельскохозяйственных культур (с В. Г. Учковским). Кишинёв, 1952.
- Летний уход за культурой кукурузы в Молдавии. Кишинёв, 1953.
- За высокие урожаи кукурузы в Молдавии (с В. Г. Учковским). Кишинев, 1954.
- Великий преобразователь природы Иван Владимирович Мичурин. К 100-летию со дня рождения. Кишинёв, 1955.
- Новое в селекции и гибридизации кукурузы (По данным работ Экспериментально-селекционной станции КСХИ за 1949—1955 гг). Кишинёв, 1956.
- Чужеопыление (менторальное влияние пыльцы) как новый приём селекции. Картя молдовеняскэ: Кишинёв, 1960.
- Важнейшие зернобобовые культуры Молдавии (Л. С. Мацюком). Кишинёв, 1964.
- История сортового состава пшеницы в Молдавии (с Т. Е. Кушниренко). Кишинёв, 1969.
- Кукуруза, как объект селекции в условиях Молдавии. Методы селекции и семеноводства кукурузы в Молдавии. Кишинёв, 1970.
- Методы селекции зернобобовых культур и выведение новых сортов для условий Молдавии (с Д. П. Брутером и П. И. Буюкли). Кишинёв, 1970.
- Сорта озимой пшеницы в Молдавии (с П. А. Болдырем и Г. Е. Кушниренко). Кишинёв, 1972.
- Сорта и гибриды кукурузы Молдавии (с Г. Е. Кушниренко). Кишинёв, 1974.

### Под редакцией А. Е. Коварского
- Труды Юбилейной дарвиновской конференции посвящённой 150-летию со дня рождения Ч. Дарвина и 100-летию со дня выхода в свет книги «Происхождение видов». Штиинца: Кишинёв, 1960.
- Биология оплодотворения и гетерозис культурных растений. Картя молдовеняскэ: Кишинёв, 1963.
- Использование межсортового и чужеродного ментора пыльцы в селекции сельскохозяйственных растений. В 2-х выпусках. Картя молдовеняскэ: Кишинёв, 1963.
- Изучение биологии, селекции, агротехники, механизации возделывания и использования кукурузы в Молдавии. В 2-х тт. Картя молдовеняскэ: Кишинёв, 1964.
- Изучение природы пыльцевой стерильности и использование её в селекции сельскохозяйственных растений. Картя молдовеняскэ: Кишинёв, 1969.
- Экспериментальная цитоэмбриология растений. Штиинца: Кишинёв, 1971.
- Генетика и селекция в Молдавии. Штиинца: Кишинёв, 1971.
- Методы селекции сельскохозяйственных растений в Молдавии. Штиинца: Кишинёв, 1972.
- Биофизические исследования при селекции растений на гетерозис. Штиинца: Кишинёв, 1973.
- Биохимические исследования в процессе селекции кукурузы. Штиинца: Кишинёв, 1973.
- Эмбриология покрытосемянных растений. Штиинца: Кишинёв, 1973.
- Селекция озимой пшеницы в Молдавии. Штиинца: Кишинёв, 1974.